# Alicia Carletti
Alicia Carletti (San Isidro, provincia de Buenos Aires, Argentina, 29 de junio de 1946 - 16 de julio de 2017) fue una pintora y grabadora argentina.
Alineada con el realismo mágico, su obra retratando adolescentes, jardines y las fabulaciones de la niñez acusa una impronta altamente personal. Ha ilustrado Alicia en el país de las maravillas.
Egresada de la Escuela Nacional de Bellas Artes Prilidiano Pueyrredón de Buenos Aires en 1969, expuso en galerías de Buenos Aires, Santa Fe, Nuevo México y Nueva York. Obras en museos y colecciones privadas internacionales y de Argentina.
Estuvo casada con el pintor Jorge Álvaro, con el que tuvo a su hija Venecia.

## Reconocimientos
Fue reconocida con el Premio «B. de Díaz» del Salón Nacional, el primer Premio de Pintura de Junín y el Premio Mención S. Nacional.